# 우크라이나 독립 전쟁

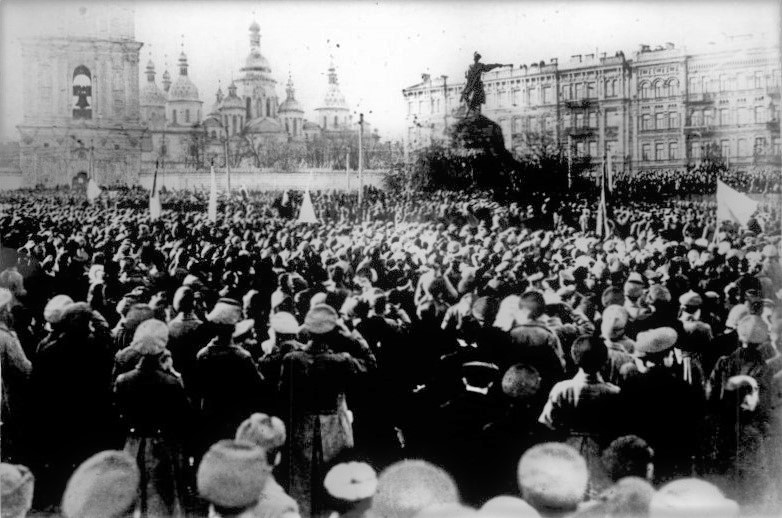

우크라이나 독립 전쟁 또는 우크라이나 혁명(우크라이나어: Українська революція)은 1917년부터 1921년까지 지속된 우크라이나 인민공화국의 수립과 발전과 연루된 일련의 갈등으로, 그 대부분은 나중에 1922-1991년 우크라이나 소비에트 사회주의 공화국으로 소련에 흡수되었다.

## 같이 보기
- 우크라이나 공군